# Ein Yaakov
Ein Yaakov (en hebreo: עין יעקב) es una recopilación del material agádico contenido en el Talmud de Babilonia y en el Talmud de Jerusalén, con varios comentarios incluidos en el texto.

## Estructura del libro
El libro del Ein Yaakov sigue el orden de los tratados talmúdicos, de los cuales conserva solo las porciones no legalistas, incluidas la mayoría de sus leyendas, pero también sus discusiones y porciones éticas. Junto con el texto talmúdico están los comentarios de las principales autoridades rabínicas medievales: Rashi, Tosafot, Nissim de Gerona, Shlomo ben Adret y Yom Tov de Sevilla; el autor añadió su propio nombre bajo el título HaKotev y las ediciones posteriores también incluyen las interpretaciones de Samuel Eidels y varias notas bibliográficas y metodológicas. La versión del texto y los comentarios difieren de algunas ediciones actuales del Talmud de Babilonia.

## Historia de la publicación
Realizado por el Rabino Jacob ibn Habib, el trabajo de compilación de las leyendas del Talmud (agadot), fue completado después de su muerte por su hijo, el Rabino Levi ibn Habib. La obra fue publicada por primera vez en Salónica en 1516 y luego en Venecia en 1546, la obra fue muy popular en la Europa cristiana cuando se publicó, ya que eludió parcialmente la censura del Talmud, que prohibía incluso el uso del palabra aramea Guemará.

## Ediciones del libro
La obra tuvo varias ediciones, incluida la de Isaac ben Aaron impresa en Cracovia entre los años 1587 y 1591, que popularizó tanto el libro entre los estudiantes de las academias talmúdicas, como entre los literatos. Una versión resumida en inglés en cinco volúmenes fue preparada en 1921 por el Rabino Shmuel Tzvi-Hirsch Glick de Chicago, quien reemplazó los comentarios clásicos con sus propias anotaciones. Esta edición sirvió de base para la traducción abreviada de Arlette Elkaïm-Sartre publicada en 1982. Otra traducción al idioma inglés, realizada por el Rabino Avraham Yaakov Finkel y titulada "Ein Yaakov: Las enseñanzas éticas e inspiradoras del Talmud", fue compilada en un solo volumen.